# 五郎八姫

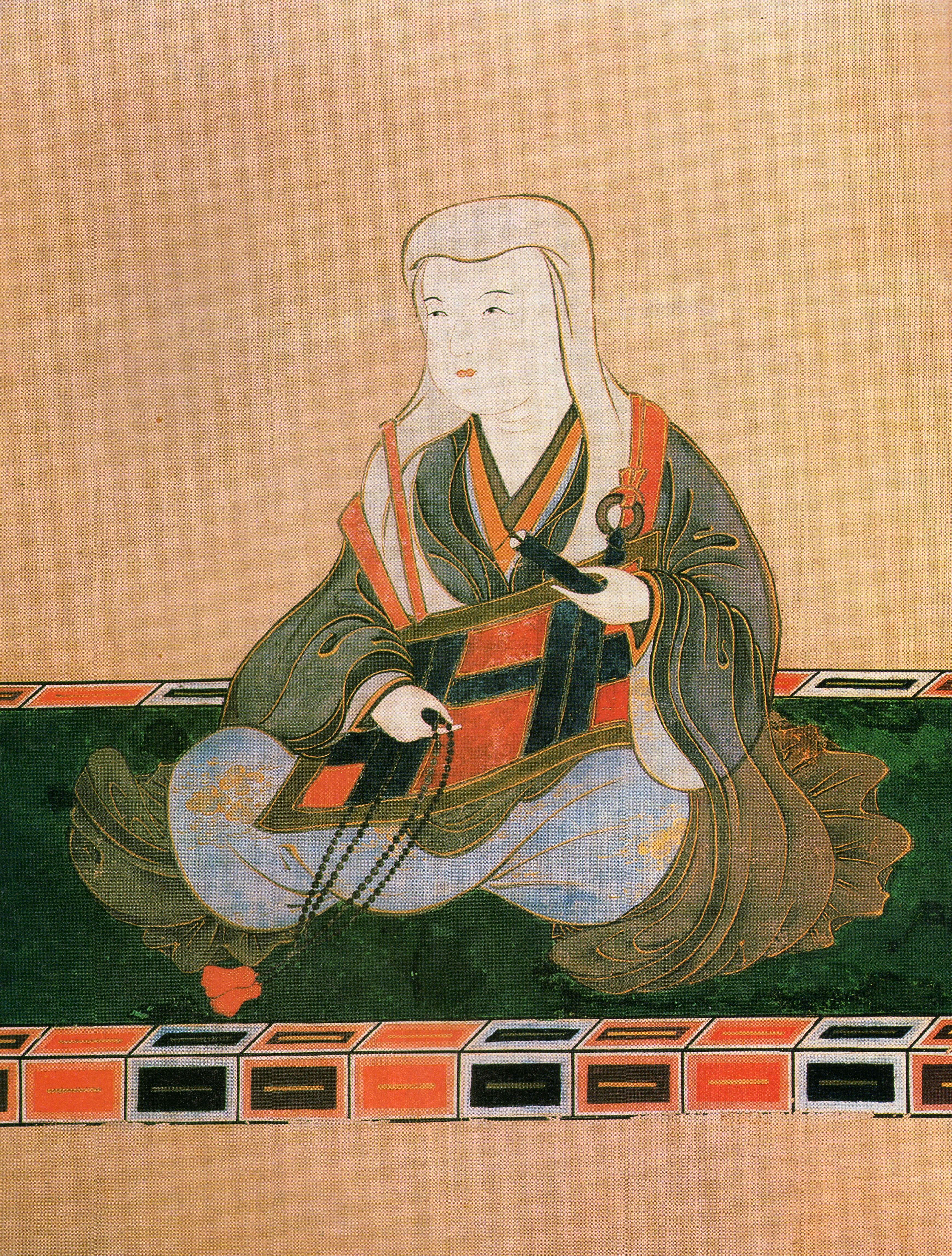
五郎八姫像(瑞巌寺宝物館蔵)

五郎八姫（いろはひめ、文禄3年6月16日（1594年8月2日）- 寛文元年5月8日（1661年6月4日））は、徳川家康の六男・松平忠輝の正室。伊達政宗の長女。母は正室の愛姫（田村清顕の娘）。出家後の院号は天麟院（てんりんいん,墓所は宮城県松島町の天麟院）。

## 生涯

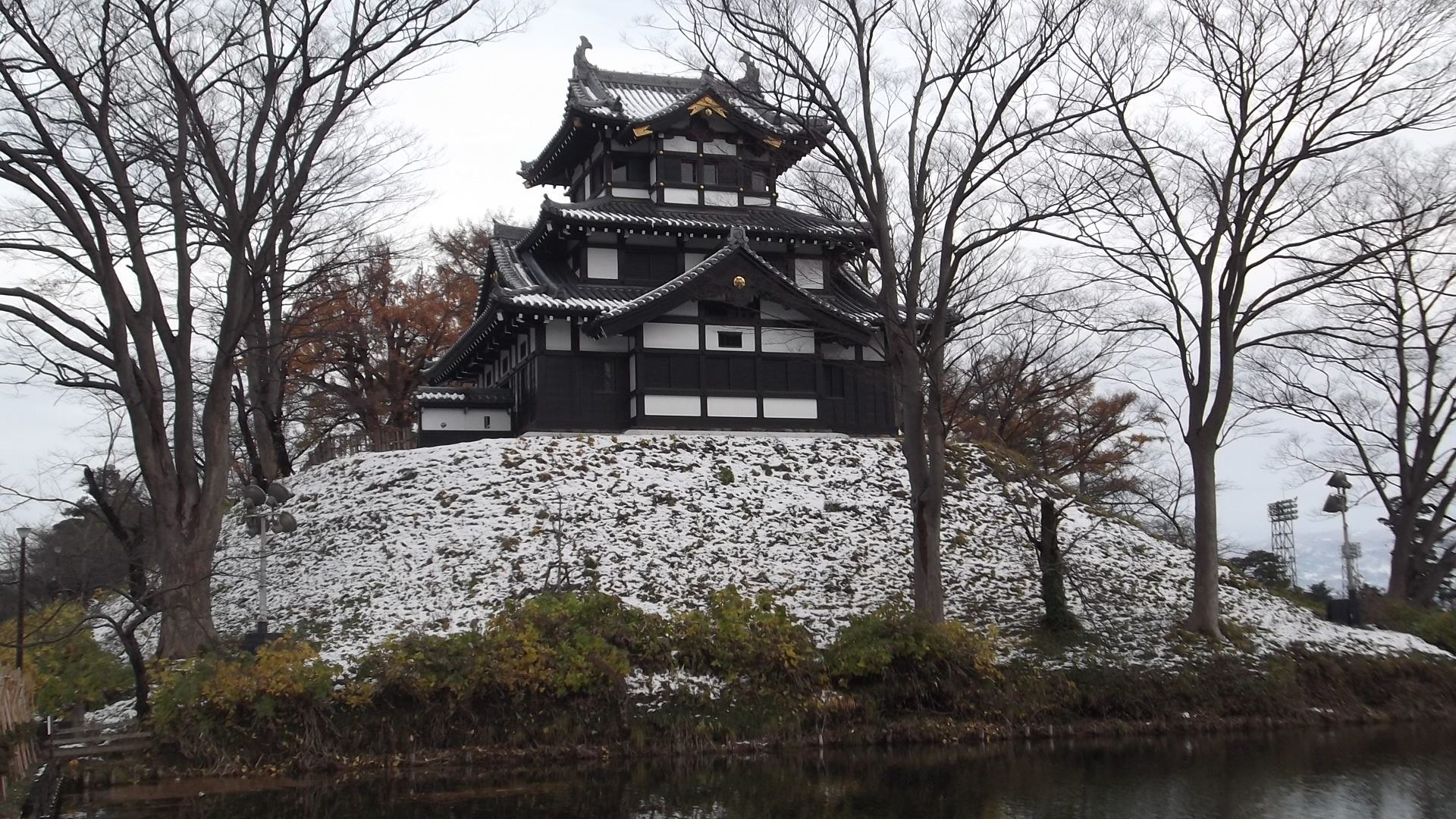
越後高田城三重櫓（新潟県上越市）

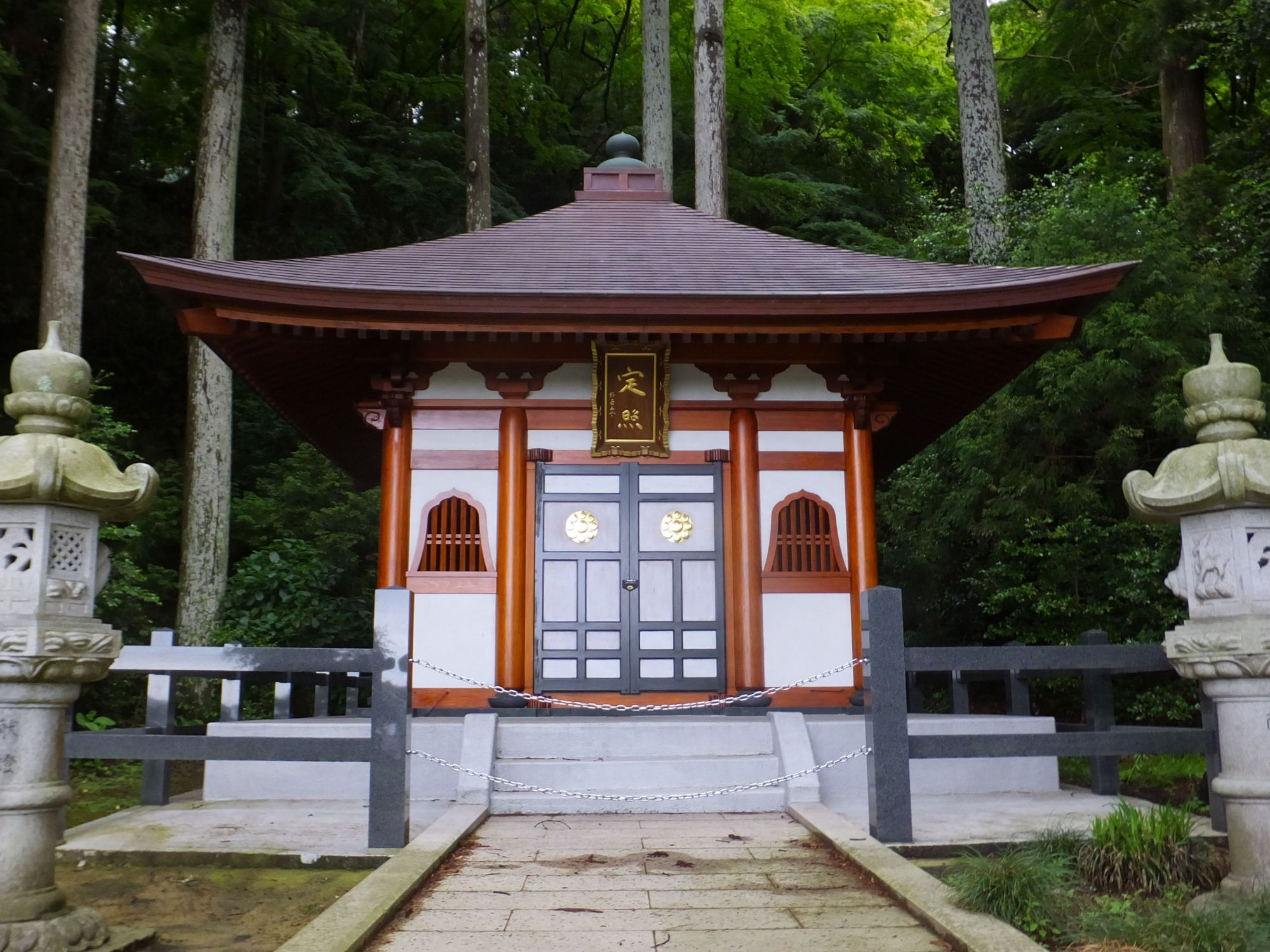
天麟院天麟院霊屋（宮城県松島町）

文禄3年（1594年）6月16日、京都の聚楽第屋敷にて生まれた。政宗と正室の愛姫との間に結婚15年目にして初めて授かった待望の嫡出子であった。
後継者となる男児誕生を熱望していた政宗は男子名である『五郎八』しか考えておらず、生まれたのは女児であったが、そのまま五郎八姫と命名したといわれている。
五郎八姫は、聚楽第から伏見、大坂と各地を転々としたが、慶長4年（1599年）1月20日に有力大名との関係を深めようとする徳川家康の策謀の一つとして、家康の六男・松平忠輝（越後高田藩初代藩主）と婚約することとなる。慶長8年（1603年）には伏見から江戸に移り、慶長11年（1606年）12月24日に忠輝と結婚した。忠輝との仲は睦まじかったが子供は生まれなかったと言われている。ただし伊達家の記録によると江戸の伊達屋敷に戻された後、男児を出産したとある。 その男子は黄河幽清と名乗り、五郎八姫の菩提寺である天麟院の二代目住職を務めたという。
元和2年（1616年）、忠輝が改易されると離縁され、父の政宗のもとに戻り、以後は仙台で暮らし、仙台城本丸西館に住んだことから、西館殿とも呼ばれた。寛文元年（1661年）5月8日、死去。享年68。墓所は松島の天隣院。

## 逸話
- 大変美しく聡明であり、父・政宗を「五郎八姫が男子であれば」と嘆かせたほどであった。聡明な五郎八姫を同母弟であり仙台藩2代藩主の伊達忠宗も頼りにしていたという（2人は共に愛姫との子）。
- 生母の愛姫が一時期キリシタンだったことから、五郎八姫もキリシタンだったといわれている。五郎八姫は20代前半で忠輝と離婚したのち終生再婚しなかったが、これも離婚を認めないキリシタンの教義に従ったためとする説がある。
- 五郎八姫は京都で生まれ育っていることから、言葉や風習も京風であったため、離婚後、仙台に移り住んだ際には、なかなか東北弁や東北の暮らしに慣れず、苦労したといわれている。

## 登場する作品
- 徳川家康 （NHK大河ドラマ 1983年)、演：岡本舞
- 独眼竜政宗（NHK大河ドラマ 1987年）、演: 沢口靖子
- 野風の笛　鬼の剣　松平忠輝・天下を斬る（日本テレビ 1987年7月1日 19:00〜20:54）演: 岡田奈々
- いろはに愛姫（スロット機）（大都技研 2020年稼働開始）